# Ira Gershwin
Ira Gershwin, né Israël Gershowitz le 6 décembre 1896 et mort le 17 août 1983, est un parolier américain qui, avec son frère cadet, le compositeur George Gershwin, a créé des chansons, dont certaines sont devenues de grands standards de jazz.

## Biographie
Il commence sa carrière de parolier en 1917, souvent sous le pseudonyme « Arthur Francis »
.
Dans les années 1920 et 1930,  il écrit plus d'une douzaine de comédies musicales à Broadway avec son frère, incluant des chansons comme I Got Rhythm, Embraceable You (toutes deux dans Girl Crazy, 1930), The Man I Love et Someone to Watch Over Me (dans Oh, Kay !, 1926), et l'opéra Porgy and Bess (avec DuBose Heyward), comprenant donc des airs comme Summertime ou It Ain't Necessarily So. En 1926, il épouse Leonore Strunsky.
Le succès des œuvres des deux frères éclipse souvent le rôle créatif d'Ira. Cependant, il poursuit son art de parolier après la mort prématurée de George, en 1937. Ira Gershwin écrit plusieurs chansons avec les compositeurs Jerome Kern (Long Ago (and Far Away)), Kurt Weill et Harold Arlen. Il finit aussi la dernière chanson idée par son frère, Our Love Is Here to Stay.
Son livre Lyrics on Several Occasions, en 1959, mélange d'autobiographie et d'anthologie annotée, est une source importante pour étudier l'art des paroliers à l'âge d'or de la chanson populaire américaine. Ira Gershwin prendra la retraite une année après sa publication. Il meurt en 1983. 

### Autres articles
- George Gershwin
- Gershwin Theatre
- (en) Songs with lyrics by Ira Gershwin, catégorie des chansons sur des textes d'Ira Gershwin dans Wikipédia en anglais